# Airuno
Airuno là một đô thị trong tỉnh Lecco, trong vùng Lombardia của Ý, cự ly khoảng 35 km về phía đông bắc của Milan và khoảng 11 km về phía nam của Lecco. Tại thời điểm ngày 31 tháng 12 năm 2004, đô thị này có dân số 2.749 người và diện tích là 4,3 km².
Airuno giáp các đô thị: Brivio, Colle Brianza, Olgiate Molgora, Olginate, Valgreghentino.